# 東京地鐵16000系電力動車組
東京地鐵16000系電力動車組（日语：／ Tōkyō Metro 16000-kei densha */?）是東京地鐵千代田線用的通勤形電車。由知名設計師奧山清行所設計。

## 設計
東京地鐵16000系電力動車組採用永久磁鐵同步電動機（PMSM），相比於早期使用傳統三相交流電動機的10000系電動車組節約了10％的能源。
16000系列車車身採用雙層鋁合金建造，第1、2及5批列車採用川崎重工業的"efACE"構造，而由日立製造之第3、4批列車則採用日立之"A-Train"標準。車側結構就引入攪拌摩擦焊技術，令製成品更加準確。此外，為增加列車報廢時可回收的物料，車身於建造時已統一各部分之鋁合金成份。
各批列車的車頭逃生門設計也有所差異。第1至5列16000系逃生門位於車頭中間，而第6列以後則把逃生門置於行駛方向的右方。

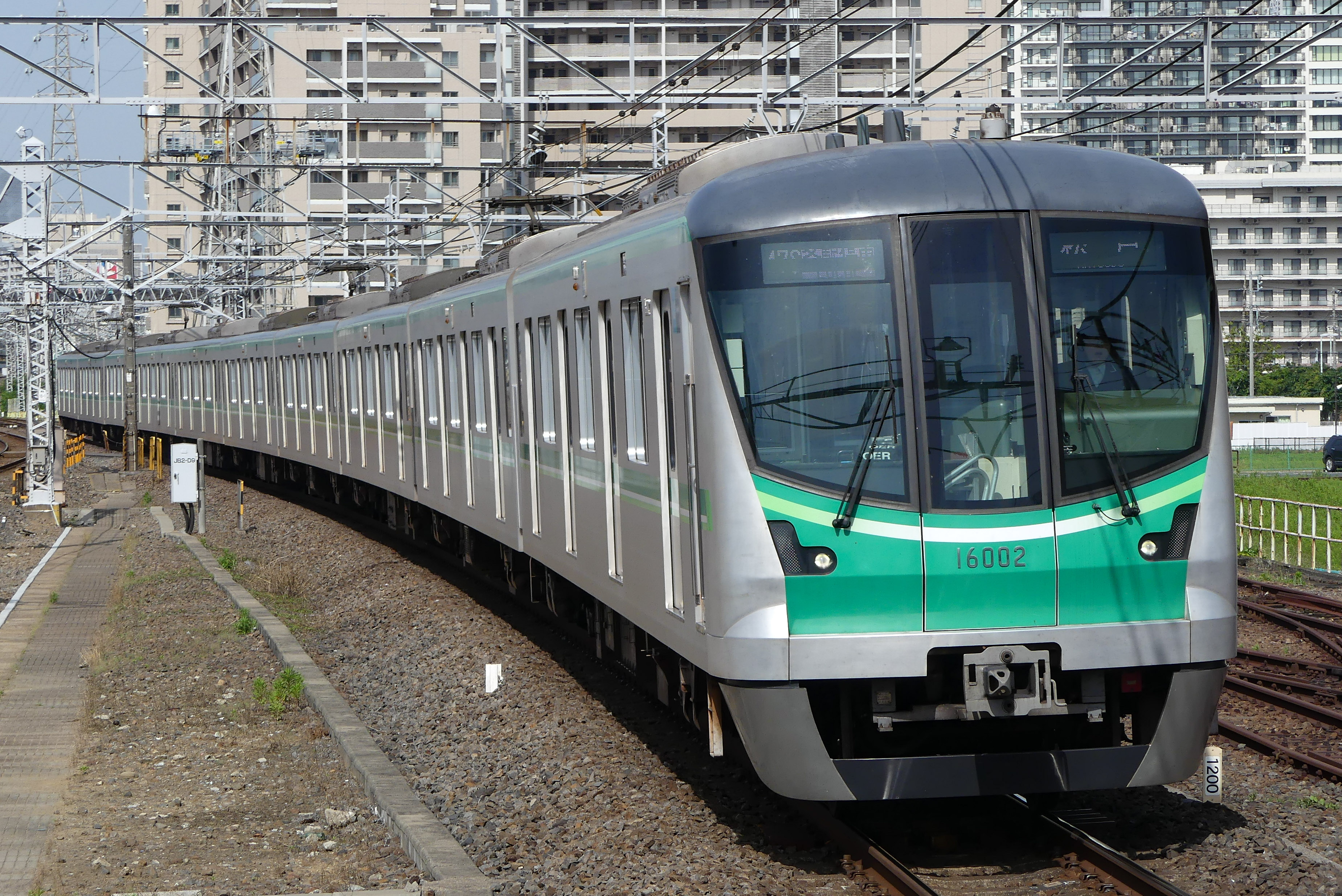
逃生門位於車頭中間的16102號列車
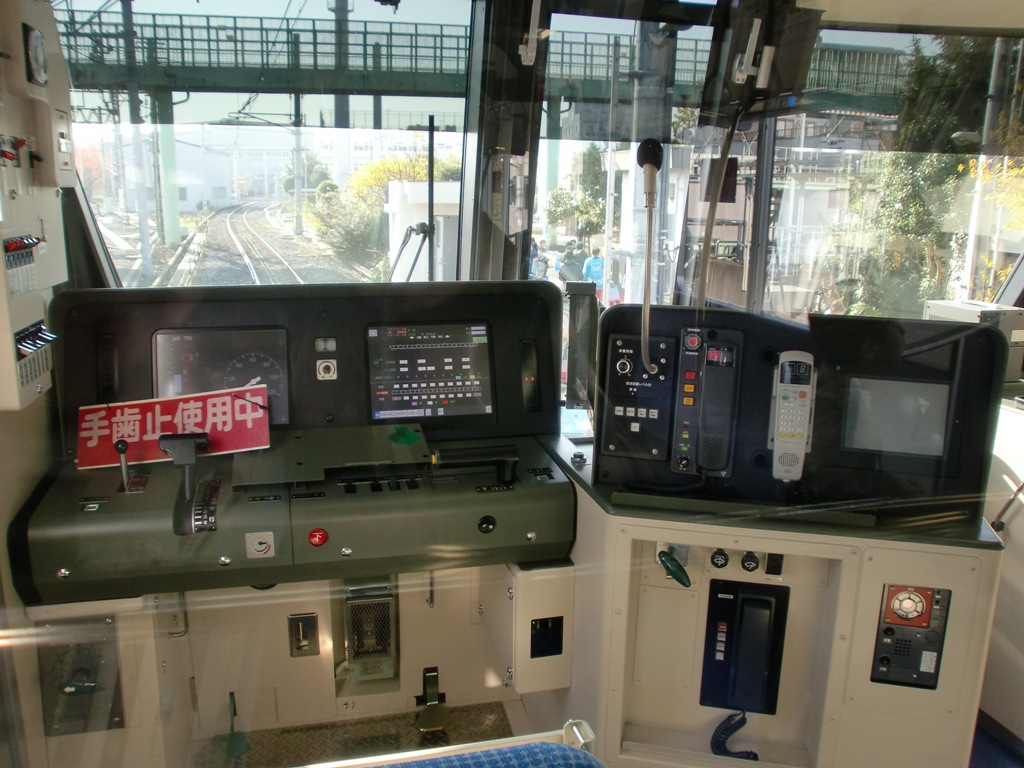
駕駛室
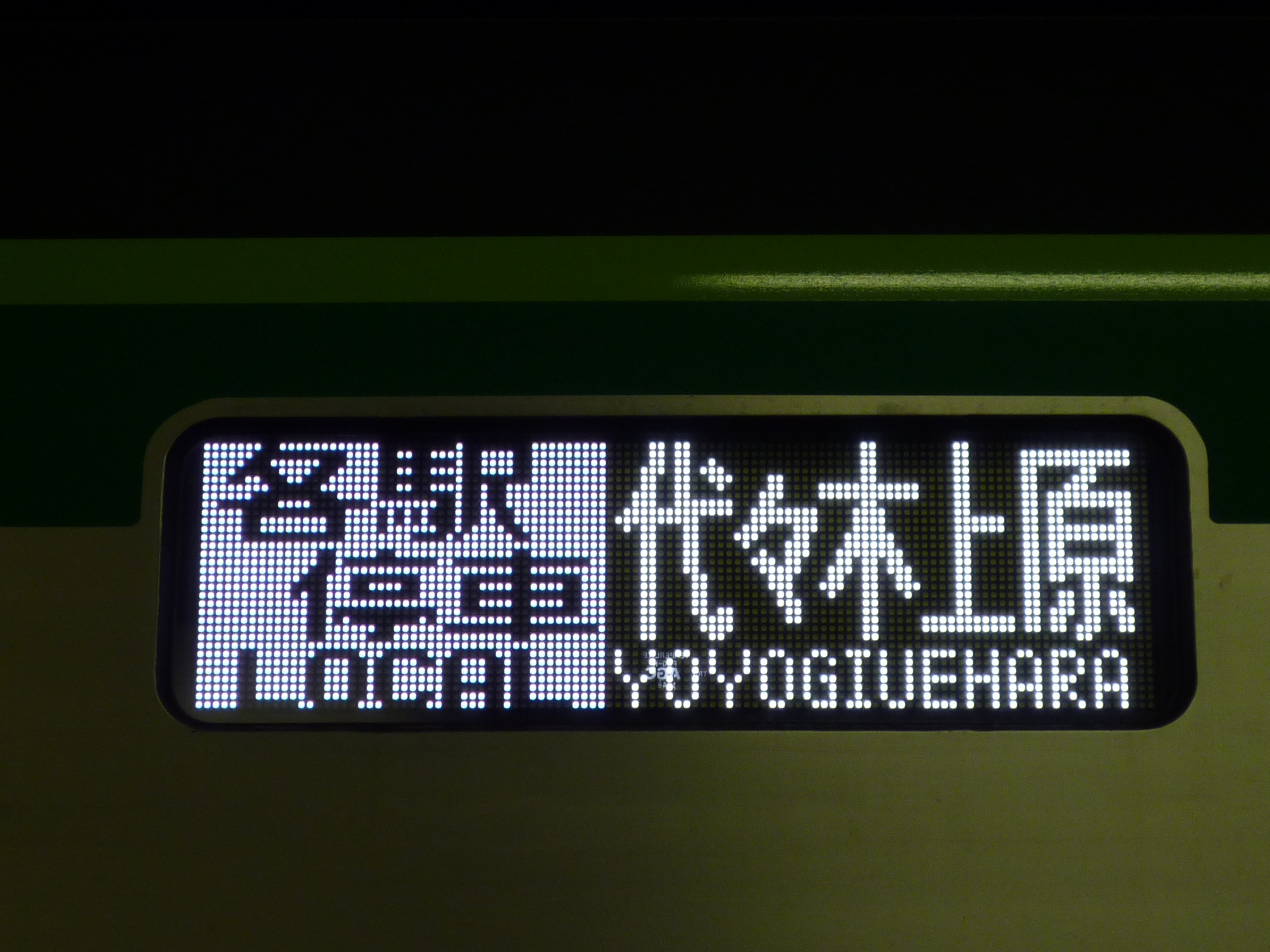
LED目的地顯示屏

## 列車編成
首列車於2010年11月開始投入服務，2017年10月3日全數投入服務，10節編組共有37列370輛。。
|          | ← 唐木田站・代代木上原站 方向 綾瀬站・北綾瀬站・取手站 方向→ |               |               |               |               |               |               |               |               |               |
| 形式     | 16100形 (CT1)                                                | 16200形 (M')  | 16300形 (T)   | 16400形 (M)   | 16500形 (Tc1) | 16600形 (Tc2) | 16700形 (M)   | 16800形 (T')  | 16900形 (M')  | 16000形 (CT2) |
| 機器配置 |                                                              | VVVF          | BT,CP         | VVVF          | SIV,CP        | SIV           | VVVF          | BT,CP,IR      | VVVF          |               |
| 車内設備 |                                                              | [車]          |               |               |               |               |               |               | [車]          |               |
| 車両番号 | 16101 : 16137                                                | 16201 : 16237 | 16301 : 16337 | 16401 : 16437 | 16501 : 16537 | 16601 : 16637 | 16701 : 16737 | 16801 : 16837 | 16901 : 16937 | 16001 : 16037 |

| 圖例 - CT - （付随）制御車 - Mc - 簡易操作台電動車 - Tc - 付有簡易運転台付 - M - 中間電動車 - T - 中間付随車 - VVVF - 主制御装置 - SIV - 靜態逆變器 - BT - 蓄電池 - CP - 空氣壓縮機 - IR - 感應無線電天線 - [車] - 輪椅空間 |

## 車廂內部

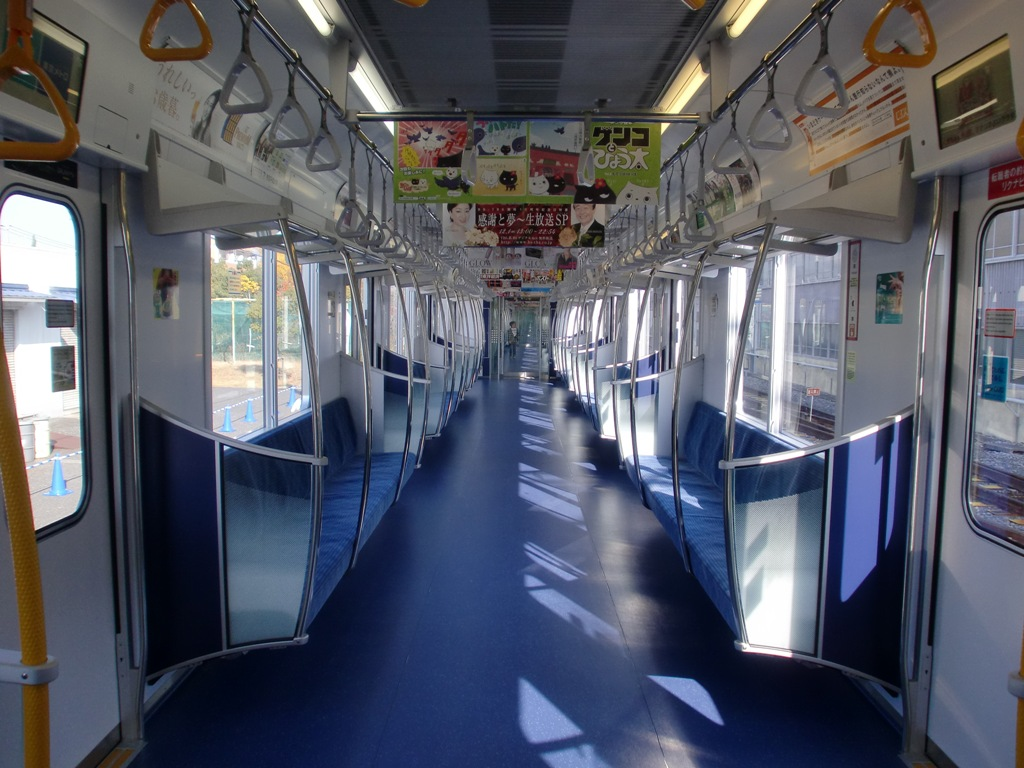
車廂內部
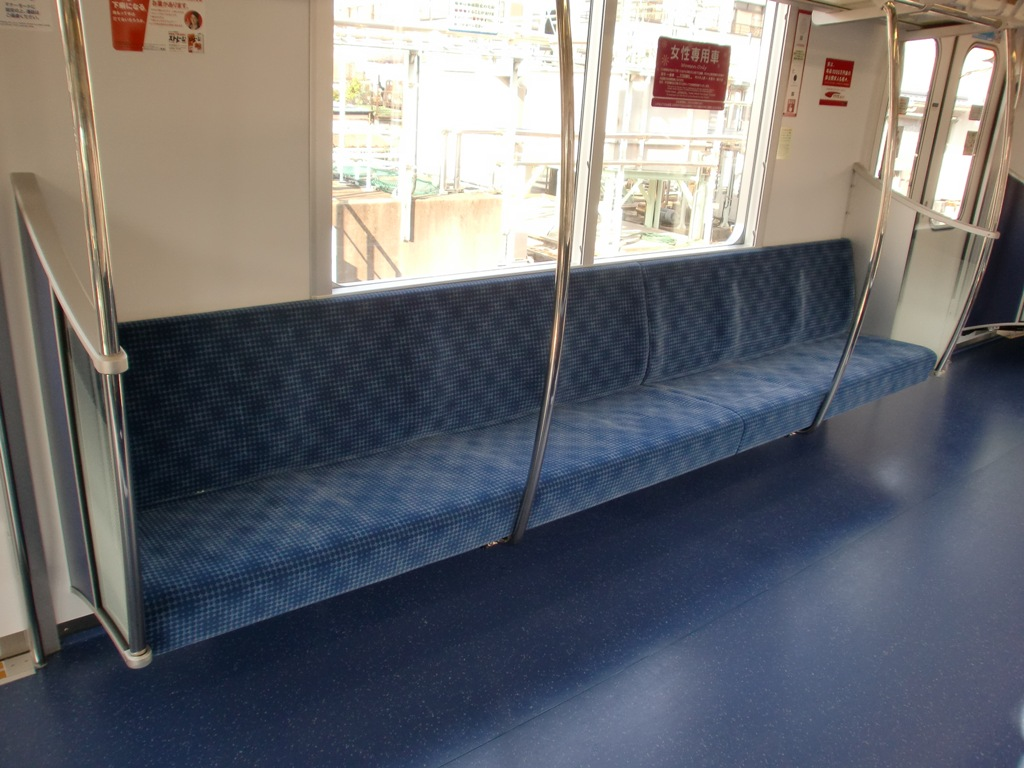
7人座位
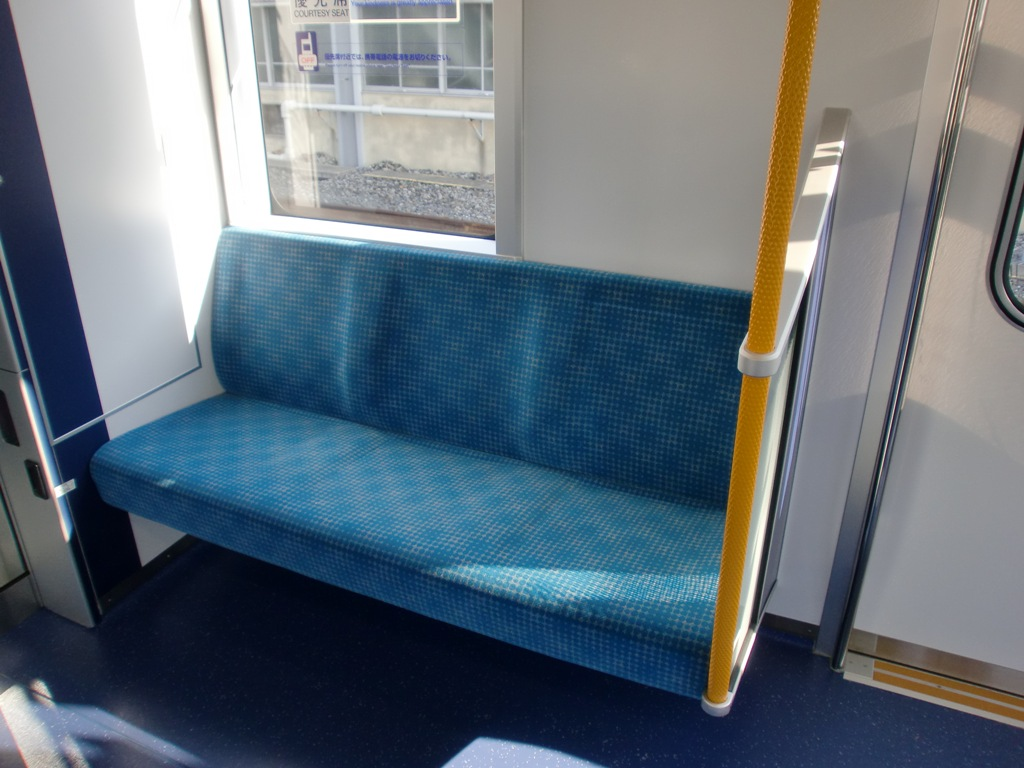
優先座
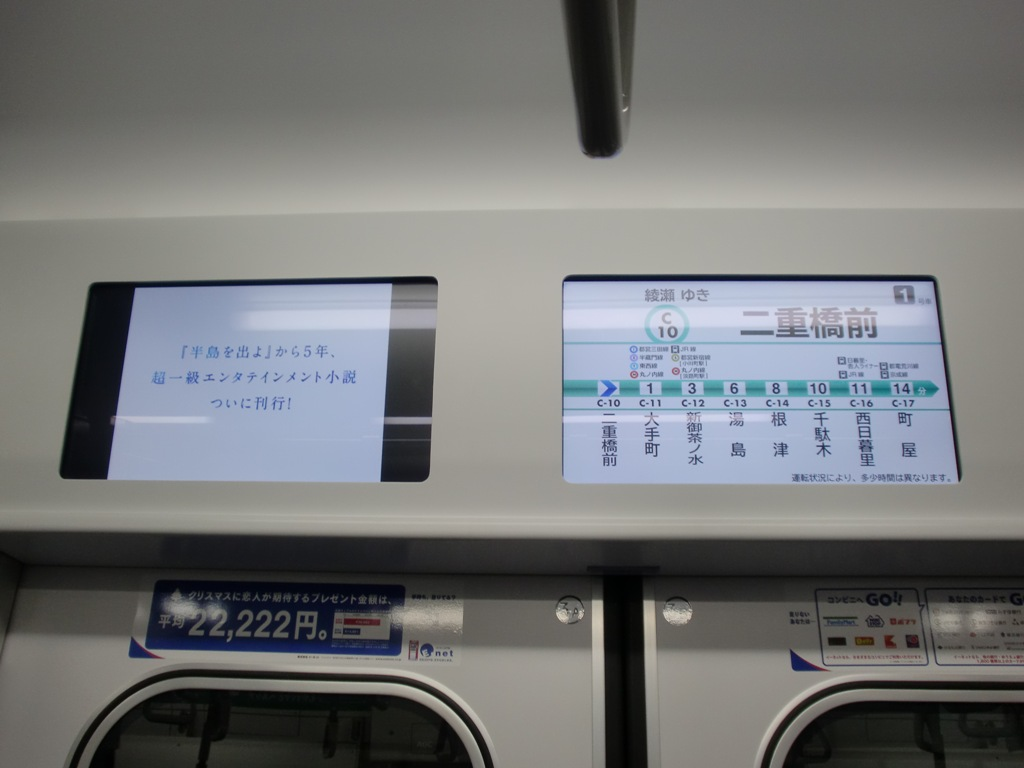
車門上方的"TVIS" LCD乘客資訊系統

1. ↑  .   [2016-08-05]. （原始内容存档于2018-01-08） （日语）.